# Fred. Olsen Cruise Lines
Fred. Olsen Cruise Lines est une compagnie maritime de croisière à capitaux norvégiens et domiciliée au Royaume-Uni. 

Elle fait partie du groupe Fred. Olsen et fut fondée en 1848 par les trois frères Olsen, Christian Fredrik, Peter et Andreas.

## Navires
La société Fred. Olsen Cruise Lines dispose de cinq navires :

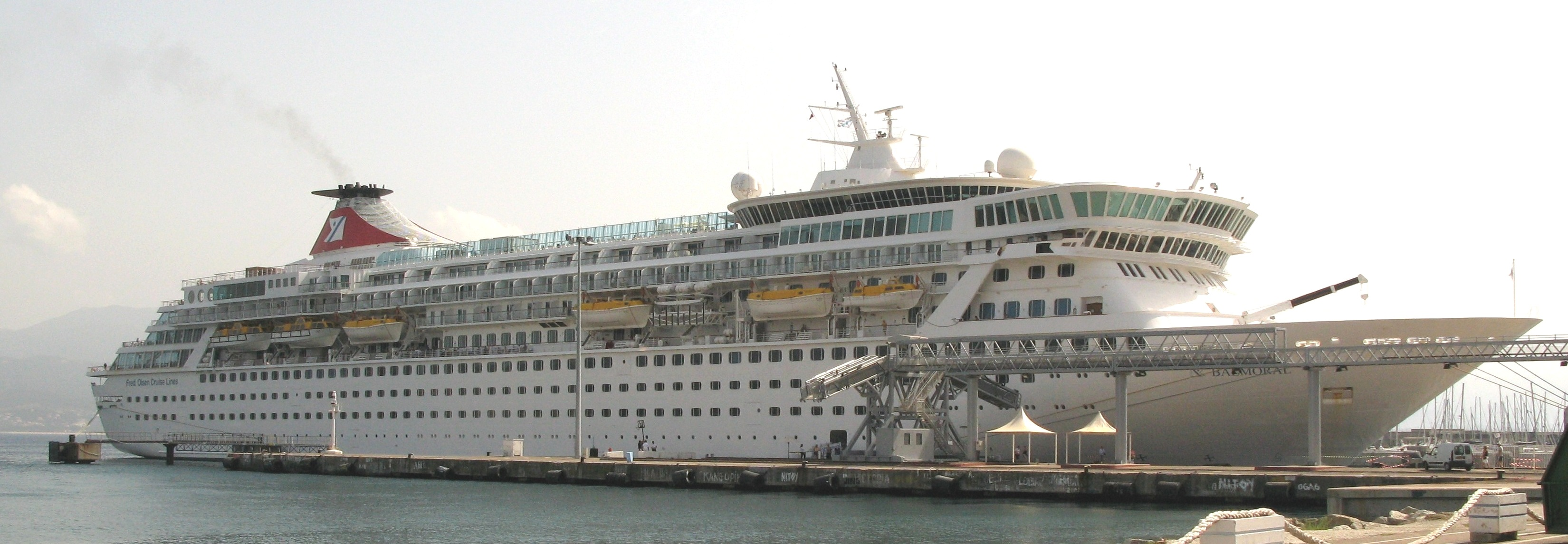
Le Balmoral à Ajaccio en Septembre 2008

| Nom          | Année de production | Année de mise en service | Tonnage | Pays d'enregistrement | Note |
| ------------ | ------------------- | ------------------------ | ------- | --------------------- | ---- |
| Balmoral     | 1988                | 1988                     | 43 537  | Bahamas               |      |
| Boudicca     | 1973                | 1973                     | 28 372  | Bahamas               |      |
| Black Prince | 1966                | 1966                     | 11 209  | Bahamas               |      |
| Black Watch  | 1972                | 1972                     | 28 221  | Bahamas               |      |
| Braemar      | 1993                | 1993                     | 24 344  | Bahamas               |      |